# Haupttruppführer
Haupttruppführer bnaziv je za čin Sturmabteilunga koji je postojao u razdoblju od 1930. do 1945. Čin Haupttruppführera rabio je Sturmabteilung (SA), no bio je i u uporabi u Schutzstaffelu (SS) u ranim danima ove organizacije.
Haupttruppführer je kao čin SA-a preuzet iz starije organizacije pod nazivom Freikorps, koja je imala naziv Truppführer. Haupttruppführer smatran je najvišim paravojnim, dočasničkim činom, ispod najnižeg časničkoga čina Sturmführer. Haupttruppführer je obično služio kao dočasnik u pukovnijama SA, koje su se zvale Standarten, a sam čin je odgovarao činu nadnarednika. Haupttruppführer se prevodi kao “Glavni vođa trupa” i bio je iznad čina Obertruppführera.
Između 1930. i 1934. Haupttruppführer je bio činom SS-a, a nosili su ga visoki dočasnici, te su vršili iste dužnosti kao i SA-Haupttruppführer. Nakon 1932. čin SS- Haupttruppführera postao je činom isključivo SS Verfügungstruppa, preteče Waffen SS-a. Godine 1934. Haupttruppführer prestaje biti činom u SS-u i preimenovan je kao SS-Sturmscharführer.
Obilježje Haupttruppführera upočetku su bile dvije srebrne točke i jedna srebrna pruga u središtu kolarne oznake čina. Poslije 1932. obilježje je promijenjeno i u SA-u i u SS-u, pa su umjesto jedne srebrne pruge bile dvije. Neki raniji nacistički dokumenti ovaj čin nazivaju Trupphauptführer. 